# 陳鎮湘
陳鎮湘（1942年10月10日—），中華民國陸軍二級上將、政治人物，生於安徽蕪湖，成長於臺灣高雄市左營區海軍眷村崇實新村，現居於新北市中和區，為中華民國國軍留美將領之一，現任國民黨中評會主席、孫文學校止戈學院院長，曾任中國國民黨副主席、立法委員、警備總部參謀長、陸軍十軍團司令、海巡部司令、陸軍總司令、國防大學校長、總統府戰略顧問、總統府國策顧問、中央軍校校友總會理事長。
原為工兵科畢業，任官後因參加特戰而轉官科為步兵科。軍職退役後從政，曾任中國國民黨第8屆不分區立法委員，也是首位出任國民黨不分區立法委員的退役二級上將。首位出任立法委員的退役二級上將則是前海軍總司令顧崇廉。2016年11月23日出任中國國民黨副主席。

## 生平

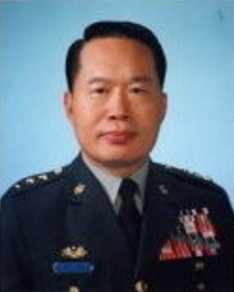
陳鎮湘上將戎裝照

1949年隨父母來台，曾於高雄左營自治新村、崇實新村居住，就讀海軍子弟學校（今高雄市左營區永清國民小學）、海青中學（今高雄市立海青高級工商職業學校）、岡山高中、陸軍軍官學校。
1999年2月1日，由李登輝總統任命，接任陸軍總司令部總司令。1999年9月21日凌晨1點47分在臺灣中部發生921大地震，陳鎮湘被派為前進指揮官整合救災行動。2002年2月1日，接任國防大學校長。2003年9月1日，轉任總統府戰略顧問。
2012年，在馬英九主席任內，由國民黨提名，出任不分區立法委員。
2016年，在洪秀柱主席任內，由國民黨提名，出任國民黨副主席。11月28日，陳鎮湘還曾在臉書上發文說「向來以自己身為台灣人為榮。」

## 選舉紀錄
| 年度 | 選舉屆數           | 選舉區                                 | 所屬政黨   | 得票數    | 得票率 | 當選標記 | 備註      |
| ---- | ------------------ | -------------------------------------- | ---------- | --------- | ------ | -------- | --------- |
| 2012 | 第八屆立法委員選舉 | 全國不分區及僑居國外國民立法委員選舉區 | 中國國民黨 | 5,863,279 | 44.55% |          | 排序第9名 |

## 提案
2015年3月10日，立法院外交及國防委員會通過中國國民黨籍不分區立法委員陳鎮湘的提案，要求中華民國國防部在未提出專案報告並獲得委員會支持前，暫緩實施下一波裁軍的勇固案及全募兵制，此一決議象徵中華民國國軍自1997年精實案生效以來，長達十餘年的裁軍暫告中止。

## 荣誉

### 中华民国勋章奖章
- 二等宝鼎勋章（2003年8月29日于台北总统府颁授[6]）